# Lianshui
Lianshui léase:Lián-Shuéi ( chino simplificado: 涟水县; chino tradicional: 漣水縣; pinyin: Liánshuǐ Xiàn) es una localidad bajo la administración de la ciudad prefectura de Huai'an, al norte de la provincia de Jiangsu, en la República Popular China. Su área total es de 1678 km² y su población total es de 1,04 millones de habitantes.
En el sexto año del emperador Wu (117a aC), se estableció el condado de Huaipu (淮浦县) lo que ha evolucionado hasta convertirse en la población actual.

## Personalidades
- Li Yuanchao, vicepresidente de la República Popular China.